# Nymphoides
- Commons
- Wikispecies

Nymphoides é um género botânico pertencente à família Menyanthaceae.
1. ↑  «Nymphoides — World Flora Online». www.worldfloraonline.org. Consultado em 19 de agosto de 2020